# 田中一行
田中 一行（たなか いっこう、1986年2月26日 - ）は、日本の漫画家。宮城県出身、東京都在住。趣味は絵を描くこと。2020年より『週刊ヤングジャンプ』（集英社）にて、『ジャンケットバンク』を連載している。代表作は『エンバンメイズ』、『ジャンケットバンク』など。

## 来歴

### 生い立ち
小さなころから、ノートに落書きをして過ごす。書店で初めて寺田克也の画集を目にしたことをきっかけとして、絵を描き始める。田中によると、寺田の影響は計り知れないが、「スタイルを真似できるほど僕に腕がないのであくまで憧れの絵という意味で多大な影響を受けて」いる。意識をして絵を描き始めたのは高校1年のころで、初めて漫画を完成させたのは高校2年の終わりごろであった。同作で「新人賞の一番下の賞」を獲得し、担当編集者と打ち合わせをしながら上京をして、専門学校へ入学。19歳の時に初めて読み切りが掲載された。

### 連載デビューまで
前田真宏のアシスタントを経験する。前田の「作画のクオリティと速度」を目にし、田中は「漫画家人生においてとてつもなく大きく影響」を受けている。田中は「人間にはこれほど凄い事ができる」と受け取り、謙虚さを得たと同時に、「絵ではなくネームで勝負するしか生き残る道はない」と確信したという。
「ソアビ」がアフタヌーン四季賞2006年夏のコンテストで佳作を受賞、2007年春のコンテストで「ウロト」が準入選を受賞。
専門学校は1年半くらいで辞めている。その間、出版社を変更し、23歳の時に初の連載のネームが通り、2011年、『月刊アフタヌーン』（講談社）に掲載された『イコン』で連載デビューを果たす。アルバイトの経験がなく、アシスタントの経験も計約2週間ほどであったため、初連載まで無職であった。

### 連載
2014年、『good!アフタヌーン』（同）にて賭けダーツを描いた『エンバンメイズ』の連載を開始し、2015年に『マンガボックス』へ移籍して、2016年に完結。2018年から2019年まで、『月刊アフタヌーン』にて異能者アクションの『概念ドロボウ』を連載。2020年、『週刊ヤングジャンプ』（集英社）にて、『ジャンケットバンク』の連載を開始。

## 人物

### 漫画制作
『ジャンケットバンク』では、「毎話あらすじを箇条書きで5行ほど」のプロットを書く。キャラクターにアドリブで話させ、言動を知るという目的で描くため、ネーム時には絵がきちんと入っておらず、作画時にアドリブで執筆している。事前に文章で「ストーリー展開やゲームのルール、スコア推移」について書くが、キャラクターの思想は臨機応変に変更している。
『ジャンケットバンク』を連載している2022年12月時点ではアシスタントの研修生が2人、仕事場にいたが、2024年2月時点では4人のアシスタントと田中で同室で作業している。カラーについては、イラストレーターの身内が監修を行っている。内容については監修がいない。作中に登場する「機能面とテーマ、ガジェットやマスコット的なもの」のデザインは田中が行い、内装はテーマに合わせつつ、スタッフが描いている。

### 趣味と影響
ギャンブルは一切行わない。音楽や映画やゲームなどを趣味に持つ。しかしゲームそのものは下手である。考え方の基礎では、「特に一つのものが別のものに作用して複合的な結果が生まれるようなカードゲームやハックアンドスラッシュといったジャンル」など、いろいろなゲームから影響を受けている。田中は「作品を鑑賞して感情が揺さぶられる率が全コンテンツ中最も高いのが音楽」であり、「音楽には常に助けられて」いると話している。「言葉を短くテンポよく表す」ことについては、カードゲームの「マジック・ザ・ギャザリング」のテキストと映画の字幕から影響を受けている。
2022年10月時点でお気に入りの漫画として、フォビドゥン澁川の『スナックバス江』を挙げている。

### 漫画に対する考え
田中は漫画にとって1番重要なこととして「面白いこと」を挙げている。キャラクターやページをめくった際の驚きは「面白くするために用意することの1つ」であるが、「単純に面白いことそのもの」を「1番上に置かなければいけない」と考えている。
田中は漫画家の仕事について、「漫画の面白さの『核』を磨くこと」だと考えている。新たに漫画を制作する際に「何かいけそう」だと「頭の中にピーンときた『何か』」があり、それが「自分の描くものの面白さの『核』になる」と考え、「漫画家はピンときた『何か』に対して、なぜ自分はこれが面白いと思ったのかを徹底的に考え」るようにし、「これがはっきりわかっていれば面白さが題材に左右されることは減る」という。田中の漫画の1番の「核」は「驚かせる」ことであり、読者に「びっくりしてもらえればどんな題材でも良い」と話している。ギャンブルを一切やらないが、カードゲームやテレビゲームは好んでおり、それは「『皆を驚かせる』という核を分かりやすく表現するために、趣味でもあるゲームを取りあげて」いる。
田中は「僕より僕の漫画に合っている絵を描ける人はいない」と信じており、自身の「一枚絵の魅力」について「漫画に合っている」点であるとしている。

## 作品リスト

### 漫画作品
- 凡例
  - 〈種〉連載か読切かで2種に大別。
  - 〈収録〉未：単行本未収録。

|  | 連載作品 |  | 読切作品 |

|   | 作品名             | 種   | 発行   | 掲載                                                                             | 収録 | 注記                                               |
| - | ------------------ | ---- | ------ | -------------------------------------------------------------------------------- | ---- | -------------------------------------------------- |
| 1 | ソアビ             | 読切 | 講談社 | 月刊アフタヌーン 2006年10月号付録小冊子 『アフタヌーン四季賞PORTABLE』Vol.3      | 未   | アフタヌーン四季賞2006年夏のコンテスト佳作作品。   |
| 2 | ウロト             | 読切 | 講談社 | 月刊アフタヌーン 2007年7月号付録小冊子 『アフタヌーン四季賞PORTABLE』Vo.6        | 未   | アフタヌーン四季賞2007年春のコンテスト準入選作品。 |
| 3 | イコン             | 連載 | 講談社 | 月刊アフタヌーン 2011年5月号 - 2012年1月号                                       | —    | 初連載作品。                                       |
| 4 | エンバンメイズ     | 連載 | 講談社 | good!アフタヌーン 2014年#43 - 2015年11号 →マンガボックス 2015年51号 - 2016年46号 | —    |                                                    |
| 5 | 概念ドロボウ       | 連載 | 講談社 | 月刊アフタヌーン 2018年8月号 - 2019年9月号                                       | —    | 全15話                                             |
| 6 | ジャンケットバンク | 連載 | 集英社 | 週刊ヤングジャンプ 2020年35号 - 連載中                                           | —    |                                                    |

### その他
- みんなの焼肉（『モーニング食1号』巻頭特集、2011年[21]）

### 書籍
- 凡例
  - 〈レーベル〉AKC：アフタヌーンKC / YJC：ヤングジャンプコミックス

|  | 長編 |

|   | 書名               | 出版社 | レーベル | 発行年          | 判型 | 巻数 | 注記                 |
| - | ------------------ | ------ | -------- | --------------- | ---- | ---- | -------------------- |
| 1 | イコン             | 講談社 | AKC      | 2011年 - 2012年 | B6   | 2    | [ 22 ] [ 23 ]        |
| 2 | エンバンメイズ     | 講談社 | AKC      | 2014年 - 2016年 | B6   | 6    |                      |
| 3 | 概念ドロボウ       | 講談社 | AKC      | 2018年 - 2019年 | B6   | 3    | [ 24 ] [ 25 ] [ 26 ] |
| 4 | ジャンケットバンク | 集英社 | YJC      | 2020年 -        | B6   | 18   |                      |